# Jezioro Samołęskie
Jezioro Samołęskie – jezioro w woj. wielkopolskim, w powiecie szamotulskim, w gminie Wronki, przylegające do wsi Samołęż, leżące na terenie Pojezierza Poznańskiego.

## Charakterystyka i historia
Od północy dochodzą do brzegów zabudowania wsi Samołęż. Od lat 90. XX wieku jeziorem zarządza Okręg Nadnotecki PZW w Pile (wcześniej gospodarowało tutaj PGRyb w Oleśnicy, a po jego likwidacji Agencja Własności Rolnej Skarbu Państwa).
W lipcu 2011 w akwenie utonął 42-letni mężczyzna.

## Dane morfometryczne
Powierzchnia zwierciadła wody według różnych źródeł wynosi od 26,0 ha przez 28,08 ha (lustra wody) lub 29,0 ha albo 30,37 ha do 30,83 ha (ogólna).
Zwierciadło wody położone jest na wysokości  m n.p.m. lub 59,0 m n.p.m. lub m n.p.m. Średnia głębokość jeziora wynosi 8,9 m, natomiast głębokość maksymalna 22,2 m.

## Hydronimia
Według spisu opracowanego przez Komisję Nazw Miejscowości i Obiektów Fizjograficznych (KNMiOF) nazwa tego jeziora to Jezioro Samołęskie. W różnych publikacjach i na niektórych mapach topograficznych jezioro to występuje pod nazwą Somołęskie lub Samołęż, Wielkie. Dane z państwowego rejestru nazw geograficznych nie podają nazw obocznych tego jeziora.

## Galeria

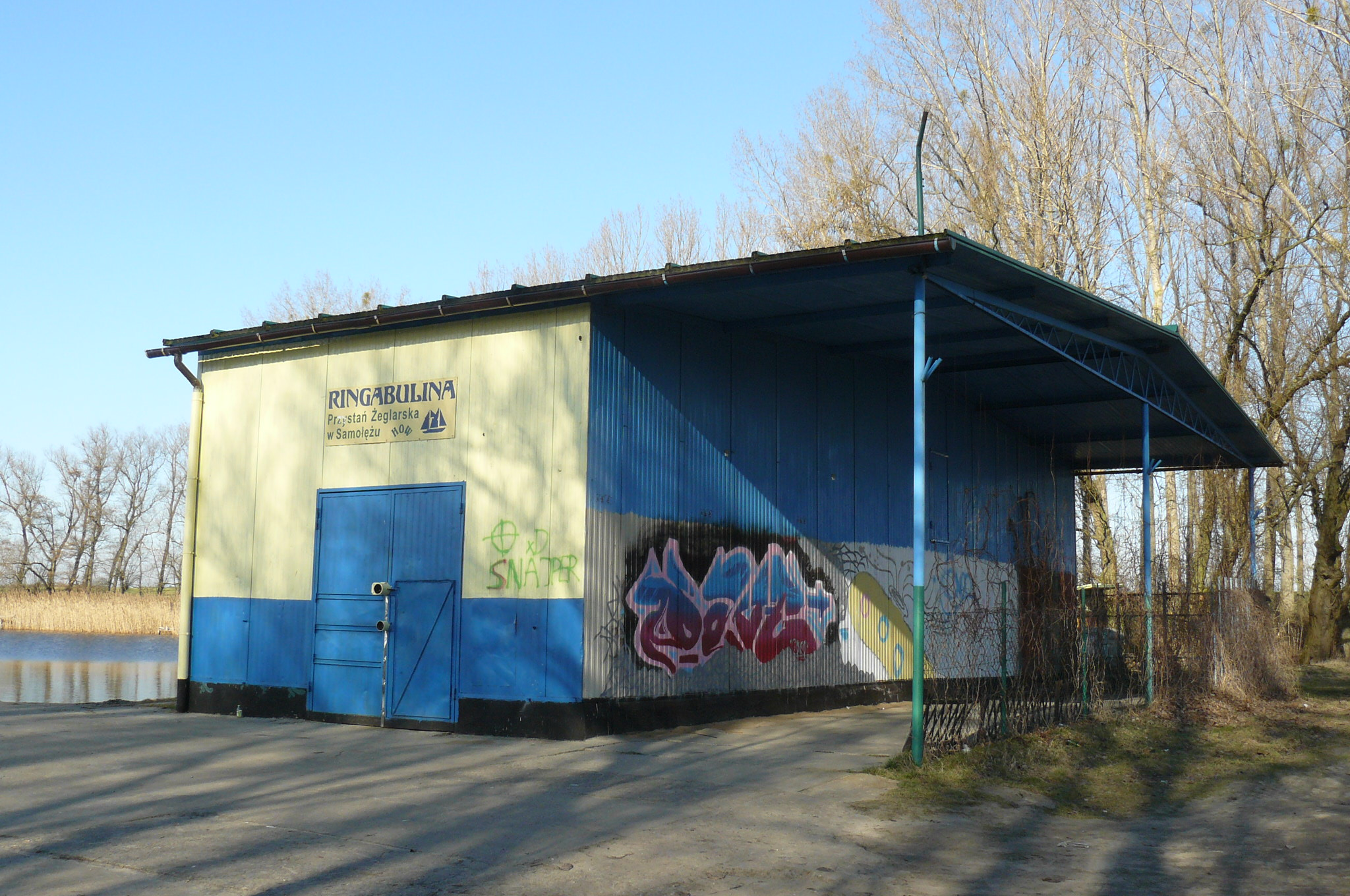
Przystań żeglarska
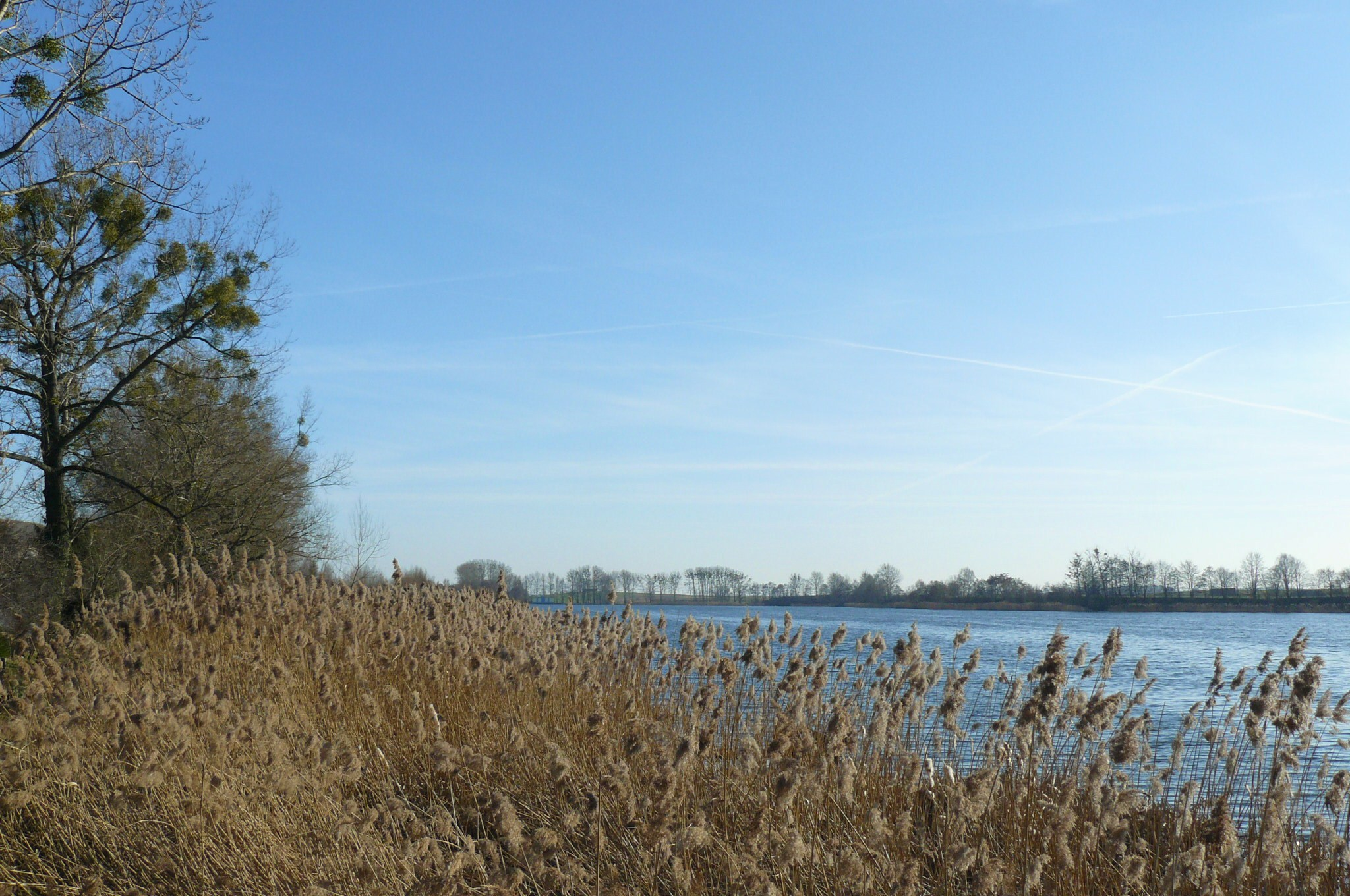
Widok od Samołęża
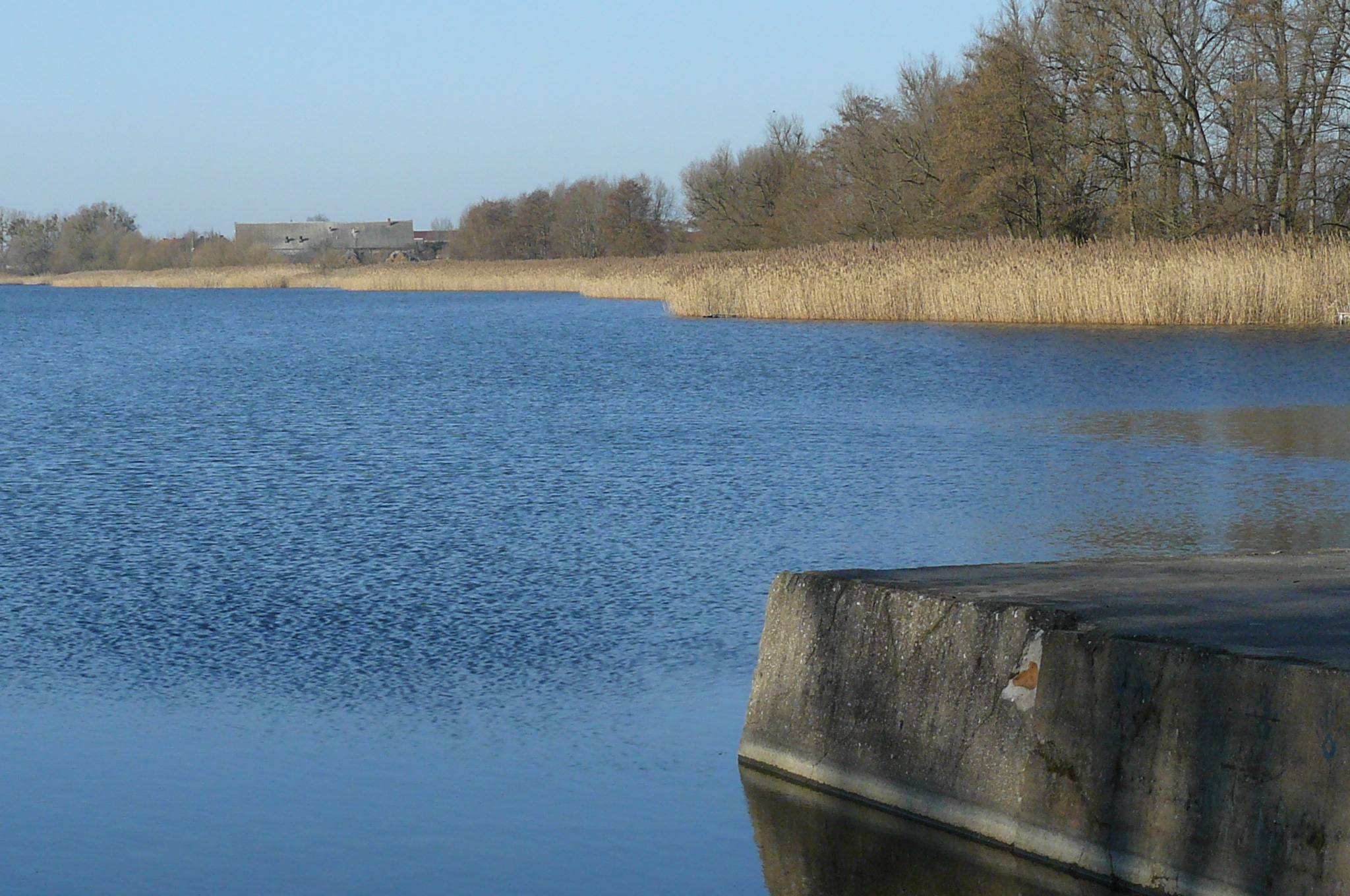
Widok od południa